# 朱塞佩·多梅尼凯利
朱塞佩·多梅尼凯利（義大利語：Giuseppe Domenichelli，1887年7月31日—1955年3月13日），生于博洛尼亚，意大利前男子竞技体操运动员。他曾获得1912年和1920年夏季奥运会体操比赛男子团体全能金牌。